# Volvo XC40
Volvo XC40 je SUV, které od listopadu roku 2017 vyrábí automobilka Volvo Cars. Automobil získal titul evropského Auta roku 2018.
Volvo XC40 je nejmenším SUV značky a vyrábí se v belgickém závodě v Gentu.

## Rozměry
- Rozvor – 2702 mm
- Délka – 4425 mm
- Šířka – 1863 mm
- Výška – 1652 mm